# Strepsiduridae
Strepsiduridae zijn een familie van weekdieren uit de klasse van de Gastropoda (slakken).

## Geslacht
- Melapium H. Adams & A. Adams, 1853